# Myrtle Reed
Myrtle Reed (27 de septiembre de 1874-17 de agosto de 1911) fue una escritora, poetisa, periodista y filántropa estadounidense. Escribió varios libros superventas e incluso publicó una serie de libros de cocina bajo el seudónimo de Olive Green.

## Biografía
Nació el 27 de septiembre de 1874 en Norwood Park, Chicago. Era hija de la escritora Elizabeth Armstrong Reed y del predicador Hiram von Reed. Se graduó en la Escuela Secundaria de la División Oeste de Chicago, donde dirigió el periódico escolar llamado The Voice, tiempo durante el cual mantuvo correspondencia con James Sydney McCullogh, un joven irlandés-canadiense que dirigía un periódico universitario en Toronto.
Reed fue una de las autoras más conocidas de Estados Unidos en la primera década del siglo XX. Ella y su marido, un agente inmobiliario llamado James Sydney McCullough, con el que se casó en 1906, tras casi 15 años de noviazgo, eran personalidades destacadas, conocidas por las fiestas que organizaban en "Paradise Flat", su apartamento de Kenmore Avenue. 
En 1909, Reed, que se quejaba de insomnio, se internó en un centro de salud de Winnetka especializado en el tratamiento de enfermedades nerviosas. Allí conoció a un interno, un inglés llamado Edmund Sugg, que pronto se trasladó a Chicago, obtuvo una licencia médica y comenzó a tratarla. Le recetó Veronal, un primer barbitúrico utilizado como somnífero, y se consultaban casi a diario por teléfono.
En su cuarto aniversario de boda con McCullough, el 22 de octubre de 1910, la pareja organizó una cena para una docena de parejas de moda en la que las mujeres presentes evaluaron a los hombres para elegir al "marido modelo" de Chicago. McCullough fue declarado ganador.
Menos de 10 meses más tarde, el 17 de agosto de 1911, Reed se suicidó a la edad de 36 años, tras ingerir una sobredosis de barbitúricos. Su carta de suicidio, escrita a su criada Annie Larsen, se publicó al día siguiente. Su testamento ordenaba que su patrimonio se dividiera entre ocho organizaciones benéficas; sin embargo, su patrimonio fue objeto de al menos dos demandas diferentes.

## Obras notables
- Love Letters of a Musician (1899)
- Later Love Letters of a Musician (1900)
- The Spinster Book (1901)
- Lavender and Old Lace (1902)
- The Shadow of Victory (1903)
- Pickaback Songs (1903)
- The Book of Clever Beasts (1904)
- The Master's Violin (1904)
- At the Sign of the Jack o' Lantern (1905)
- A Spinner in the Sun (1906)
- Love Affairs of Literary Men (1907)
- Flower of the Dusk (1908)
- Old Rose and Silver (1909)
- Master of the Vineyard (1910)
- Sonnets to a Lover (1910)
- A Weaver of Dreams (1911)
- Threads of Gray and Gold (1913)[4]